# Aïn Ghoraba
Aïn Ghoraba est une commune de la wilaya de Tlemcen en Algérie.

## Géographie

### Situation
Le territoire de la commune d'Aïn Ghoraba est situé au centre de la wilaya de Tlemcen, à environ 20 km à vol d'oiseau au sud-ouest de Tlemcen.
| Sabra                | Terny Beni Hdiel | Terny Beni Hdiel |
| Bouhlou, Beni Bahdel | Aïn Ghoraba      | Terny Beni Hdiel |
| Azails               | Azails           | Sebdou           |

### Localités de la commune
En 1984, la commune d'Aïn Ghoraba est constituée à partir des localités suivantes :
- Aïn Ghoraba
- Tirmeli
- Ouled Boukhris
- Bouhassoun
- Hafir
- Aïn Djadja
- Aïn Bared
- Aïn Falouh
- El Heneche
- El Oued (Boufaïla, Chaïb, Dahmana)

## Histoire

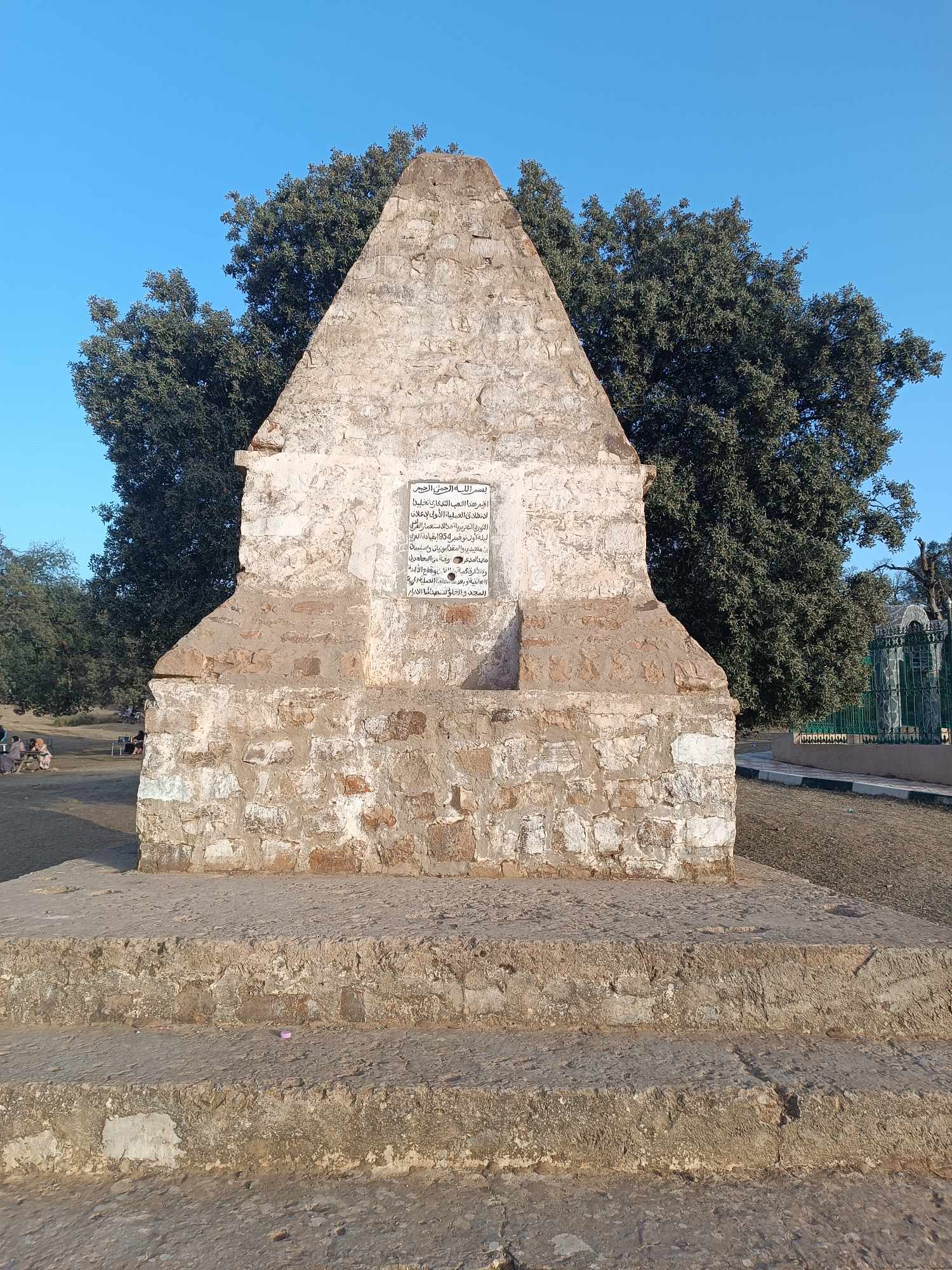
Mémorial du 1ᵉʳ novembre 1954.

Le commandant Mohammed ben ahmed louadj dit Ferradj un martyr de la révolution, est né en 1934 à Aïn Ghoraba.

## Biodiversité
Cette commune abrite une forêt et aire protégée et réserve de chasse comme celles de la forêt de Zéralda à Alger, de Oggaz à Mascara, d'Aïn Maabed à Djelfa et enfin de la réserve de biosphère de Réghaïa.